# Pierre Villiers
Pierre Antoine Jean-Baptiste Villiers (10 marzo 1760 – Parigi, 21 luglio 1849) è stato uno scrittore francese.

## Biografia
Capitano dei dragoni, autore di commedie, di drammi, di versi, fu anche giornalista: suoi furono i giornali Les Rapsodistes au salon, ou les Tableaux en vaudevilles (1795-1796), Rapsodies du jour, ou Séances des deux conseils en vaudevilles (1796-1800), Le Chant du coq, ou le Nouveau Réveil du peuple, Le Chiffonnier, ou le Panier aux épigrammes, La Lyre d'Anacréon (1810-1811) e La Macédoine à la Rumfort, journal de littérature et de bienfaisance.
Nel 1790, secondo quanto egli afferma nei Souvenirs d'un déporté, pubblicati nel 1802, per sette mesi fu segretario di Maximilien de Robespierre, allora abitante in rue de Saintonge, nel quartiere parigino del Marais, e coabitante con lui, secondo quanto Charlotte de Robespierre sostiene nelle sue Memorie.
Egli era tuttavia realista, e il 10 agosto 1792 fu ferito durante la difesa delle Tuileries. Con il colpo di stato del Direttorio nel settembre 1797, fu condannato alla deportazione ma riuscì a fuggire, e riapparve in pubblico nel novembre del 1799, dopo il colpo di Stato di Napoleone del 18 brumaio dedicandosi alla letteratura.
Cavaliere della Legion d'onore, fu anche cavaliere dell'Ordine di San Luigi, nel 1822.

## Opere
- Quelques idées sur l'éducation publique, 1795
- Discours prononcé par le citoyen Villiers, capitaine au troisième régiment de dragons et rapporteur du quatrième conseil militaire, séant au Palais de justice, établi pour juger le chef des Chouans, Cormatin et co-accusés, à la séance publique du 21 frimaire, an quatrième de la République française, 1795
- Portefeuille d'un chouan (con F.-M. Mayeur de Saint-Paul), 1796
- L'Ombre de Malesherbes à Isnard, Cadroi et Durand-Maillane, 1796
- La Constitution en vaudeville, oeuvre posthume d'un homme qui n'est pas mort, publiée par lui-même, et dédiée à Madame Buonaparte, 1799
- Souvenirs d'un déporté: pour sevir aux historiens, aus romanciers, aux compilateurs d'ana, aux folliculaires, aux journalistes, aux feseurs de tragédies, des comédies, de vaudevilles, de drames, de mélodrames et de pantomimes dialoguées, 1802
- Manuel du voyageur à Paris, ou Paris ancien et moderne, contenant la description historique et géographique de cette capitale, de ses monuments, palais, édifices publics, jardins, spectacles, etc., de tout ce qui peut intéresser les étrangers ; suivie de la liste des banquiers, 1802
- Petites rapsodies, 1804
- Les Braves anciens et modernes, galerie comparée des maréchaux d'Empire et de quelques maréchaux de France, connétables et grands capitaines des derniers siècles de la monarchie française, 1806
- Scène lyrique en l'honneur de leurs Majestés impériales et royales, et du roi de Rome, 1811
- Le Rodeur, ou Choix historique, dramatique, anecdotique, critique et pas du tout politique d'odes, de chansons, de couplets, de bons mots, 1814
- La France militaire, ou Abrégé de l'histoire de la monarchie française, à l'usage des militaires, 1824, 2 vol.
- Douze Fables dédiées à Mgr. le duc de Montpensier, 1829
- Les Deux Philippe, le premier apôtre et le premier roi des Français, 1 mai 1835
- Minerve, l'aiglon et le hibou, fable, 1 janvier 1836
- L'Enfant à baptiser. Au Roi, 1 mai 1836
- Le Hibou et la pie, allégorie à S.A.R. le duc de Montpensier, 1 janvier 1837
- Au Roi, 1837
- La Richesse, la volupté, la vertu, la santé. Allégorie. À S.A.R. Mme duchesse Hélène d'Orléans, 1 janvier 1839
- Épître à la mort, 1842
- Le Religieux de l'abbaye de la Trappe, soliloque, 1842

### Teatro
- Cange ou le Commissionnaire bienfaisant, trait historique en un acte (con Armand Gouffé), 1793
- Les dragons français et les hussards prussiens, petite pièce en un acte, en prose, mêlée de couplets, 1794
- Les Bustes, ou Arlequin sculpteur, comédie en 1 acte et en prose (con Armand Gouffé), 1794
- Bébée et Jargon, rapsodie en 1 acte, mêlée de couplets, imitée de l'opéra-Médée, 1797
- Forioso à Bourges, ou l'Amant funambule, comédie-vaudeville en un acte, 1800
- La Guinguette, ou Réjouissances pour la paix, comédie en 1 acte, en vaudevilles (con P.-J.-A. Bonel), 1801
- Bizarre, ou C'n'est pas l'Pérou, bizarrerie en 1 acte (con Bonel e Claude-Jean Bédéno), 1802
- Ardres sauvée, ou les Rambures, mélodrame héroïque et historique en 3 actes, à spectacle, 1803 (con J.-G.-A. Cuvelier)
- Le Charivari de Charonne, tintamare en 1 acte, imité du Désastre de Lisbonne (con H. Pessey), 1804
- Les cosaques, ou le jeune Dodiski mélodrame historique en trois actes et en prose, 1805
- Félime et Tangut, ou le Pied de nez, mélodrame-féérie en 3 actes (con H. Pessey), 1805
- Le Jeune d'Aubigné, ou la Nuit de la St-Barthélémy, drame historique en 3 actes, en prose, 1805
- Le Médecin turc, opéra bouffon en 1 acte (con Armand-Gouffé),  1803
- 1 et 1 font onze, vaudeville épisodique en 1 acte (con H. Chaussier), 1803
- Le Bouffe et le tailleur, opéra-bouffon en 1 acte (con Armand Gouffé), 1804
- La forteresse de Cotatis ou Zelaïde et Pharès, mélodrame en trois actes, 1805
- Rodomont, ou le Petit Don Quichotte, mélodrame héroï-comique, en 3 actes (con Nicolas Brazier e Armand Gouffé), 1807
- La femme impromptu, opéra bouffon en un acte en prose, 1808
- Le Valet sans maître, ou la Comédie sans dénouement, bluette en moins d'un acte, en prose, mêlée de couplets (con Armand Gouffé), 1810
- L'Auberge allemande, prologue en vaudevilles de « l'Enfant et le grenadier », 1810
- L'Enfant et le grenadier, fait et tableaux historiques en 2 actions et à grand spectacle, 1810
- La Petite Nichon ou La petite paysanne de la Moselle: petits tableaux en une petite action et un petit prologue (con Jean Cuvelier), 1811
- L'Enfant et la poupée, ou le Masque d'airain, tableaux en une action précédée d'un prologue en prose, 1812
- M. Beldam, ou la Femme sans le vouloir, comédie en 1 acte (con Armand Gouffé), 1817
- Le Maréchal de Lowendal, ou la Prise de Berg-op-Zoom en 1747, fait historique en 1 acte, 1818
- La Ferme des carrières, fait historique (con H. Franconi), 1818
- Catherine de Steinberg, ou le Déjeuner du duc d'Albe, mimo-mélodrame en 1 acte, 1819
- Poniatowski, ou le Passage de l'Elster, mimo-drame militaire en 3 actes (con Franconi), 1819
- Ugolin, ou la Tour de la faim, mimodrame en 3 actes (con Caigniez), 1820
- Rosalba d'Arandês, pièce en 3 actes, à grand spectacle (con Caigniez), 1821
- Le Passage des Thermopyles, mi-modrame en 2 actes, 1822
- Le Pied de nez, ou Félime et Tangut, vaudeville féérie en 6 actes (con Marc-Antoine Madeleine Désaugiers), 1824